# Síndrome irukandji
El síndrome Irukandji es el conjunto de signos y síntomas producidos por la picadura de medusas de la familia Carukiidae entre las que destacan la Carukia barnesi y, en menor medida, la Malo kingi y la Malo maximus. El cuadro clínico está causado principalmente por la liberación de catecolaminas.
Este síndrome fue descrito en 1952 por Hugo Flecker, quien le otorgo cuyo nombre al espécimen en nombre de la tribu aborigen Irukandji, que habita en Palm Cove, al norte de Cairns, Queensland, Australia, donde estas medusas son comunes. Los que lo padecían, tras haber estado en contacto con el agua, sufrían fuertes dolores, calambres en brazos y piernas, taquicardia, náuseas, inquietud, sudoración, hipertensión y una desagradable sensación de muerte inminente. 
El médico australiano Jack Barnes (1922-1985) confirmó, en diciembre de 1961, que la causa de este síndrome era la picadura de una diminuta cubomedusa de poco más de diez milímetros, transparente y armada con cuatro largos y finos tentáculos. La medusa Carukia barnesi lleva su nombre en honor a este investigador que también inventó la técnica para la extracción del veneno de la medusa Chironex fleckeri.

## Síntomas
Dado que las medusas son muy pequeñas, las picaduras pueden pasar desapercibidas al principio, confundidas incluso con la picadura de un mosquito. Los síntomas se hacen gradualmente más intensos entre 5 y 120 minutos después (30 minutos de media) e incluyen dolor intenso en la zona de la picadura por la vasoconstricción (que puede dar lugar a necrosis local), cefalea severa, dolores musculares, dolores de espalda, cólicos abdominales, náuseas, vómitos, sudoración profusa, ansiedad, hipertensión, taquicardia, disnea (sensación de falta de aire), edema pulmonar y sensación de muerte inminente. El cuadro evoluciona casi siempre favorablemente entre 4 y 30 horas, pero puede llegar a durar hasta dos semanas y se han descrito casos de muerte por parada cardíaca.

### Toxicidad
Si se trata correctamente, la simple picadura no es mortal. Sin embargo, se cree que dos personas murieron por picaduras de medusas Irukandji en Australia, lo que ha aumentado el interés por este síndrome. En todo caso, se desconoce la mortalidad de este síndrome, ya que sus síntomas pueden ser atribuidos a otras enfermedades.